# Condado de Howard (Maryland)
O Condado de Howard é um dos 23 condados do Estado americano de Maryland. A sede do condado é Ellicott City, e sua maior cidade é Ellicott City. O condado possui uma área de 657 km² (dos quais 4 km² estão cobertos por água), uma população de 247 842 habitantes, e uma densidade populacional de 380 hab/km² (segundo o censo nacional de 2000). O condado foi fundado em 1838.